# 3478 Fanale
3478 Fanale este un asteroid din centura principală, descoperit pe 14 decembrie 1979 de Edward Bowell.